# Vizepräsident der Volksrepublik China
Der Vizepräsident der Volksrepublik China (chin.: 中华人民共和国副主席; 国家副主席) assistiert dem Staatspräsidenten und ersetzt ihn, falls er stirbt oder frühzeitig zurücktritt.
Er unterstützt den Staatspräsidenten bei der Ausführung seiner Aufgaben und übernimmt dessen Pflichten, falls der Präsident zurücktritt oder im Amt verstirbt. Die spezifischen Aufgaben des Vizepräsidenten sind in der Verfassung nicht detailliert festgelegt, was bedeutet, dass der genaue Verantwortungsbereich je nach aktueller politischer Situation variieren kann. 
In der Praxis hängt der Einfluss des Vizepräsidenten stark von der innerparteilichen Stellung innerhalb der Kommunistischen Partei Chinas (KPCh) ab. Oftmals wird das Amt genutzt, um potenzielle zukünftige Führungspersönlichkeiten zu fördern und ihnen Erfahrung auf höchster Staatsebene zu ermöglichen.
Unten aufgeführt sind die Vizepräsidenten der Volksrepublik China von 1954 bis heute, wobei zu beachten ist, dass das Amt von 1975 bis 1983 vakant war.

## Liste der Vizepräsidenten

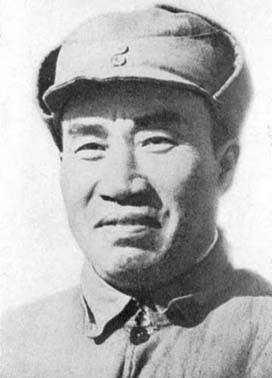
1. Vizepräsident Zhu De (im Amt: 1954–1959)
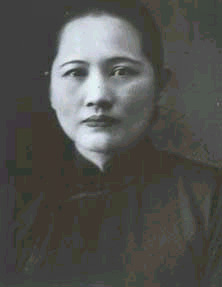
2. Ko-Vizepräsidentin Song Qingling (im Amt: 1959–1975)
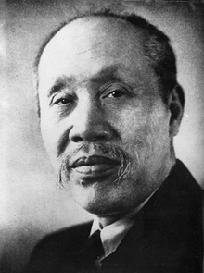
2. Ko-Vizepräsident Dong Biwu (im Amt: 1959–1975)
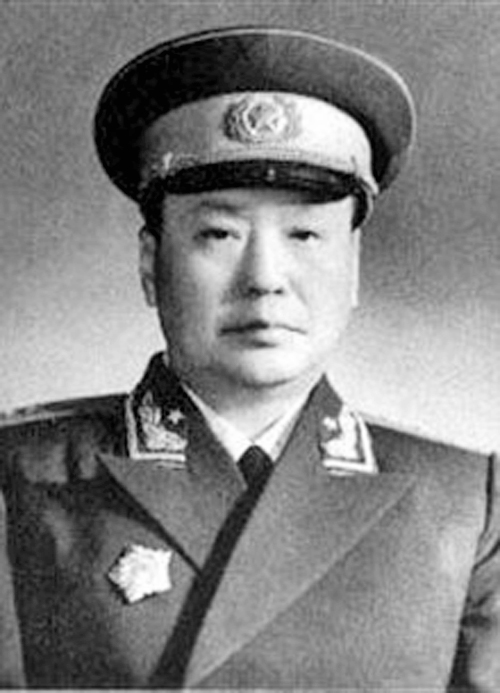
3. Vizepräsident Ulanhu (im Amt: 1983–1988)
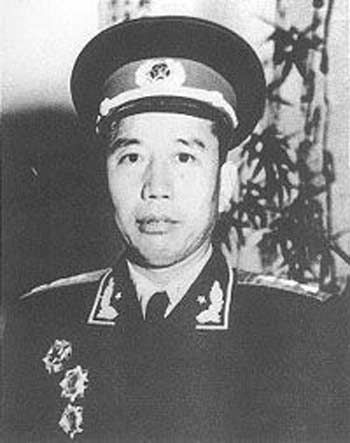
4. Vizepräsident Wang Zhen (im Amt: 1988–1993)
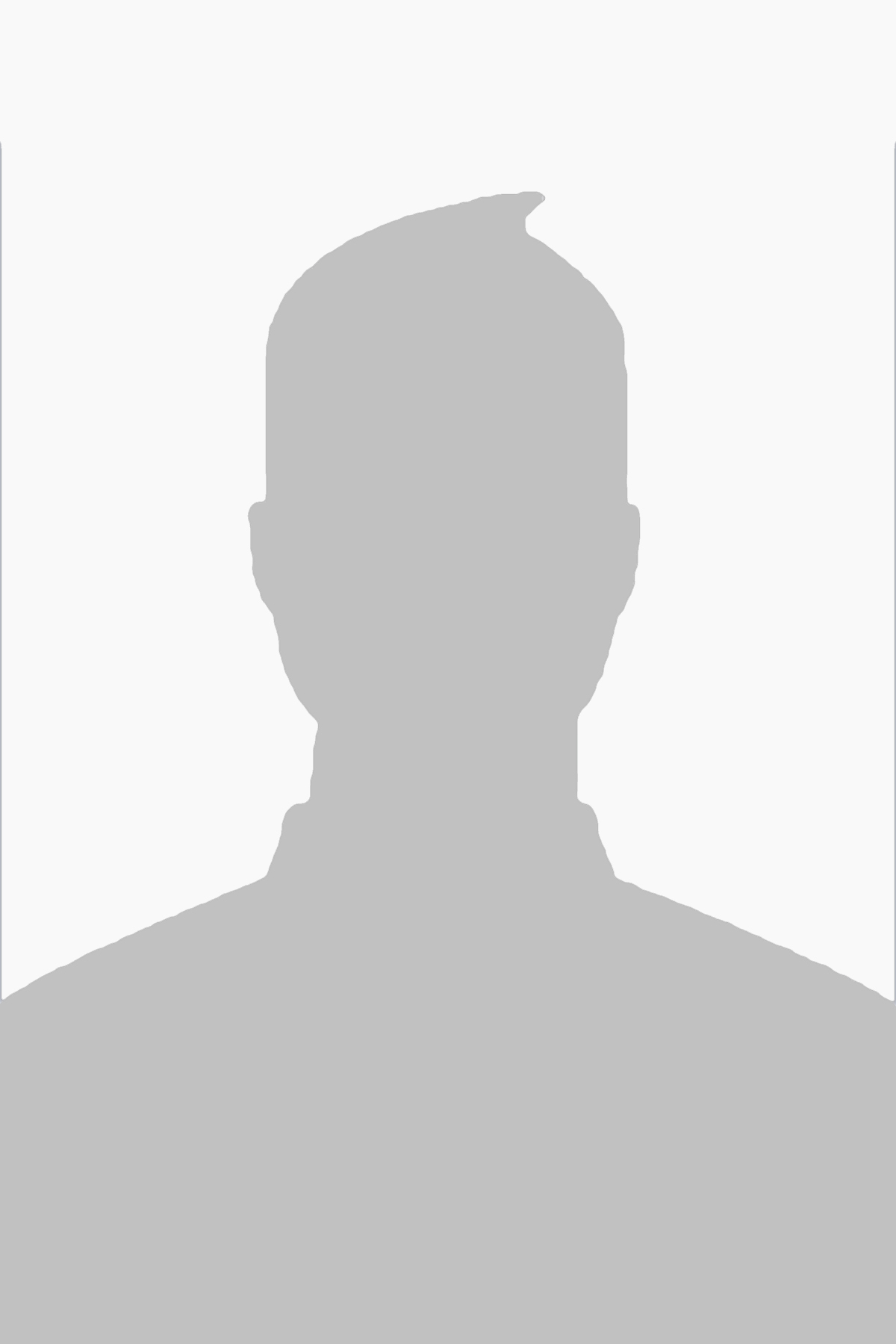
5. Vizepräsident Rong Yiren (im Amt: 1993–1998)
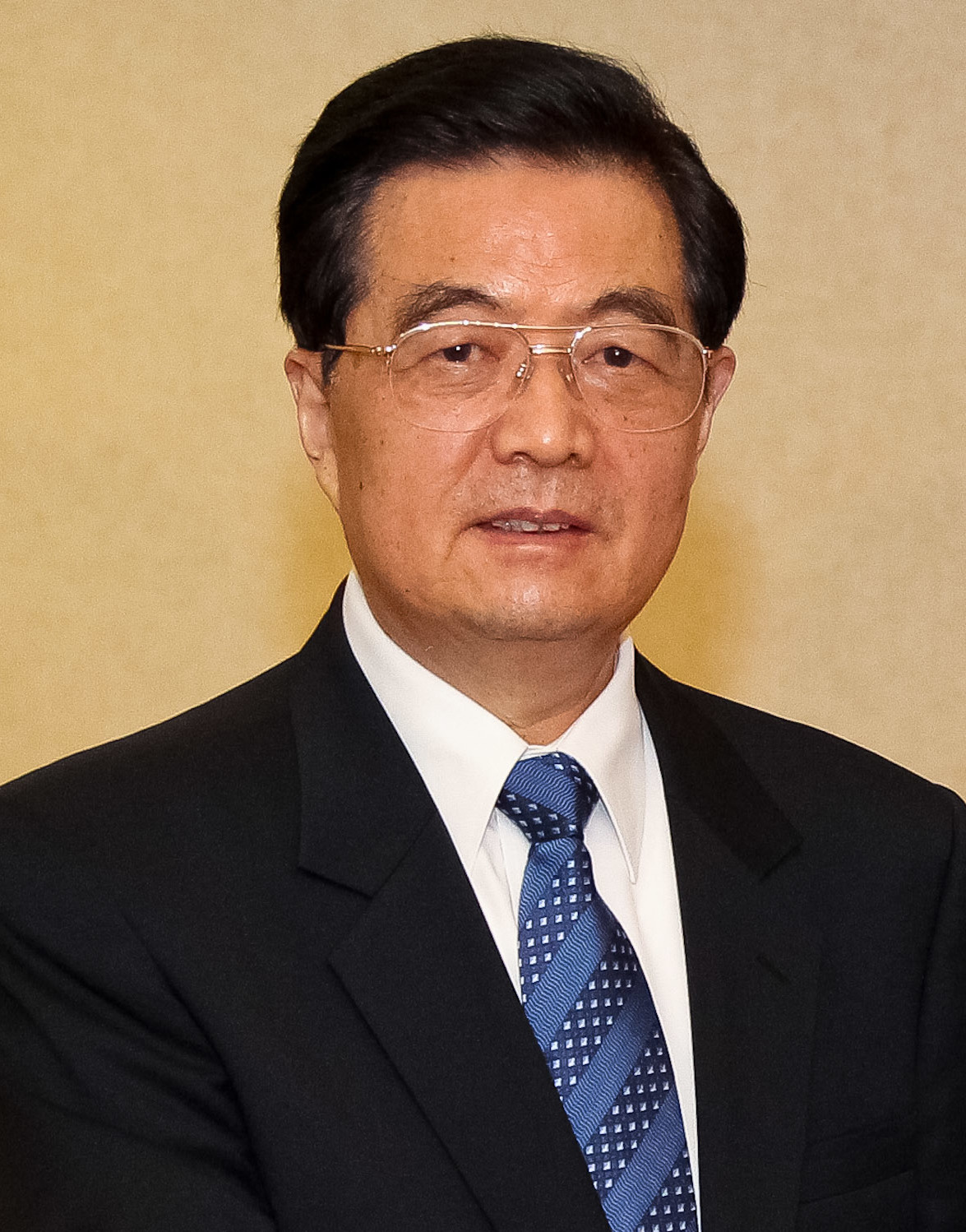
6. Vizepräsident Hu Jintao (im Amt: 1998–2003)
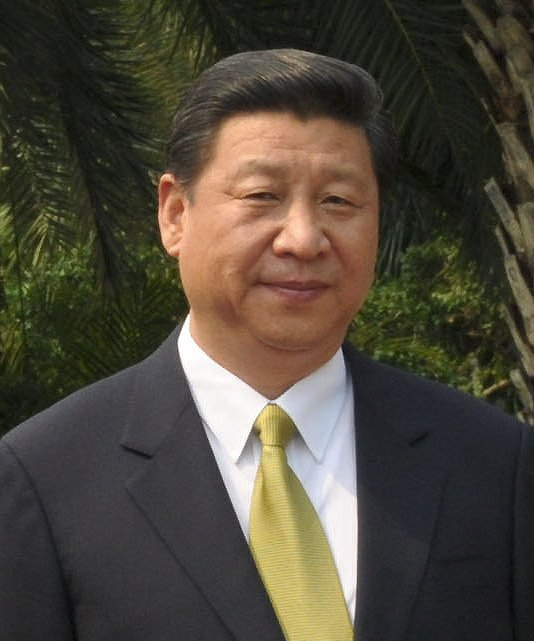
8. Vizepräsident Xi Jinping (im Amt: 2008–2013)
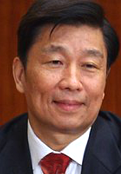
9. Vizepräsident Li Yuanchao (im Amt: 2013–2018)
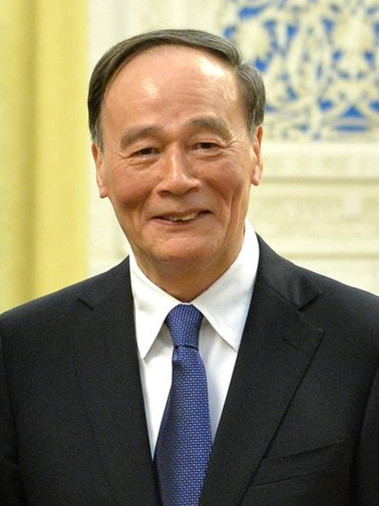
10. Vizepräsident Wang Qishan (im Amt: 2018–)